# Cash Wizard
Cash Wizard este un joc tip slot online adus pe piață de Bally Technologies, un joc care are o rată de succes de 93.99%.
Interfața jocului este alcătuită din cinci role care conțin maxim 30 de combinații câștigătoare de linii, oferind o gamă variată de câștiguri pentru jucători care au trei sau mai multe simboluri identice pe o linie.
Mizele pe rotire variază de la 0.30 la 400.00 unități, făcând din Cash Wizard un joc tip slot potrivit pentru jucătorii de toate bugetele.
Tema Cash Wizard este cea a magiei și a vrăjitoriei, cu un avatar de tip „vrăjitor” care apare pe ecran la intervale diferite. El este prezent atunci când apar diferite runde bonus sau caracteristici speciale ale jocului, runde care apar destul de des.
Cash Wizard are și o varietate de simboluri de joc în plus față de cele standard, cum ar fi „wild” și “scatter” , simboluri a căror apariție contribuie la creșterea câștigurilor jucătorului în diverse moduri. Simbolul “wild” înlocuiește orice simbol, în afară de „scatter”, ceea ce ajută la crearea de combinații câștigătoare mult mai rapid.
Atunci când apar cinci simboluri “wild” pe o linie jucătorul câștigă de 100 de ori miza jucată.
Cash Wizard este unicul joc de tip slot în care apar două simboluri “scatter”. Primul se numește “Invisible Ink” și este reprezentat de o pictogramă de tip „scroll-and-quill”. Dacă acest simbol apare pe rola din mijloc, jucătorul face click pe ecran și declanșează un multiplicator de până la 20 de ori miza. 
Cel de-al doua simbol “scatters” este un simbol de „Free Game”, recompensând jucătorii cu un număr fix de rotiri gratuite dacă apare pe rolele 2, 3 și 4. Beneficiați de 15 rotiri libere, acest simbol putând apărea în mod repetat.
Cash Wizard are de asemenea un simbol tip „Bonus”.
Există două bonusuri aleatorii în Cash Wizard:
Primul bonus, „Wizard”-ul care apare aleatoriu pe role. El adaugă în joc între două și cinci simboluri „wilds” suplimentare, contribuind în acest fel la sporirea șanselor de apariție a unei sau a două combinații câștigătoare.
Există, de asemenea, o rundă “Mystery Wheel”, bonus care apare de asemenea, aleatoriu pe role. Acest bonus apare atunci când nu aveți nicio linie câștigătoare. Ca bonus de consolare, primiți între cinci și douăzeci de rotiri gratuite.
Recenziile despre Cash Wizard sunt în mare parte pozitive, ele concentrându-se în special pe generozitatea premiilor oferite, abilitatea jucătorilor de a se bucura de acțiune în pofida marii varietăți de combinații și indiferent de bugetul de care dispune, precum și grafica și sunetele distractive pe care Bally le-a introdus în joc.